# Ovis nivicola
La pecora delle nevi (Ovis nivicola Eschscholtz, 1829) è una pecora selvatica originaria della Siberia nord-orientale.

## Descrizione

### Dimensioni
La lunghezza del corpo (esclusa la coda, lunga 7,5-13 cm) varia dai 136 ai 188 cm nei maschi e dai 126 ai 156 cm nelle femmine; nei primi, inoltre, l'altezza al garrese raggiunge i 93-112 cm, mentre nelle seconde è di 90-94 cm. Il peso dei maschi varia tra i 56 e i 120 kg nei maschi e tra i 33 e i 68 kg nelle femmine. Le corna misurano 69-93 cm nei maschi e 23-28 cm nelle femmine.

### Aspetto
Pecora selvatica di grandi dimensioni, ha il manto di colore bruno-grigiastro, con una piccola macchia di peli chiari sulle natiche. In inverno il manto si fa più lanoso e schiarisce, fino ad assumere una colorazione caffellatte. La parte anteriore delle zampe è marrone cioccolato scuro, mentre quella posteriore può presentare dei segni biancastri. Una banda scura, che si estende attraverso il naso tra gli occhi e il muso, contrasta nettamente con la colorazione bianco brillante del rostro. Le orecchie sono piccole e di colore grigio scuro. Le corna, presenti in entrambi i sessi, sono più leggere di quelle del bighorn, suo stretto parente, e a parità di dimensioni presentano il 35% in meno di sostanza cornea. Le corna si ripiegano all'indietro, verso il basso e poi verso l'alto intorno alle orecchie, avvitandosi verso l'esterno nei vecchi maschi quando esse iniziano la loro seconda rotazione. Le corna delle femmine sono più sottili e più corte e curvano all'indietro a mo' di sciabola.

## Biologia
La pecora delle nevi è una creatura ben adattata agli ambienti di montagna: estremamente agile e leggera, è in grado di muoversi rapidamente anche sui terreni più scoscesi e irregolari. In seno ai gruppi di scapoli vigono gerarchie di dominanza basate prevalentemente sulle dimensioni delle corna. Tali gerarchie rimangono relativamente stabili, perfino durante la stagione degli amori, quando quasi sempre solo i maschi più grandi riescono ad ottenere il diritto di accoppiarsi. Tuttavia, nel caso due maschi abbiano corna di dimensioni grossomodo simili, il rapporto tra dominante e subordinato viene deciso in combattimento. Fronteggiandosi l'un l'altro da una certa distanza, corrono l'uno verso l'altro con le teste abbassate, impennandosi e cozzando le corna insieme nel tentativo di far perdere l'equilibrio al rivale.
Le pecore delle nevi sono erbivori che si nutrono di erba e licheni.

### Riproduzione
Dopo un periodo di gestazione di circa 8,5 mesi, la femmina di solito dà alla luce un unico piccolo. Questo viene svezzato all'età di 4-6 mesi. La maturità sessuale viene raggiunta a 2 anni nelle femmine e a 5 anni nei maschi. L'aspettativa di vita è di 18 anni. La stagione degli amori ha inizio in novembre-dicembre. Prima di partorire, le femmine si isolano dalla mandria, dirigendosi verso un luogo impervio e roccioso per dare alla luce il piccolo. Una volta raggiunta la maturità sessuale, ai maschi più giovani di una mandria è precluso l'accoppiamento dai congeneri più anziani. Durante il calore, i maschi possono percorrere fino a 15 km al giorno alla ricerca di femmine in estro.

## Distribuzione e habitat
La pecora delle nevi è diffusa in gran parte delle regioni montuose della Siberia orientale. Il nucleo principale dell'areale inizia appena ad est del corso della Lena e si estende fino ai monti Tenkany, nella penisola dei Chukchi, sulla sponda occidentale dello stretto di Bering. È presente anche sulla catena vulcanica che scende lungo la penisola della Kamchatka, e il limite meridionale dell'areale semprerebbe essere costituito dai monti Yablonovy, a sud della Lena. Inoltre, una popolazione completamente isolata (O. n. borealis) vive relegata sui monti Putorana, a sud della penisola di Taymyr, a est dello Yenisey, separata dalle più vicine popolazioni jakute da un gap di circa 1000 km. L'habitat della specie è costituito dai prati alpini che si sviluppano su terreni rocciosi.

## Tassonomia
La pecora delle nevi è una delle 5 specie del genere delle pecore (Ovis). È più strettamente imparentata con le pecore nordamericane (il bighorn e la pecora di Dall) che con le altre pecore asiatiche. A volte veniva persino riunita in una singola unica specie con la pecora bighorn.
Inoltre, la pecora di Dall viene talvolta indicata con il nome di «pecora delle nevi». Per distinguerla da quest'ultima, la pecora delle nevi viene anche chiamata pecora delle nevi siberiana o pecora delle nevi della Kamchatka.
La classificazione delle sottospecie non è ancora chiarita a fondo, ma fino a quando gli studi sul DNA non forniranno risultati più accurati, gli studiosi facenti parte del Caprinae Red List Authority hanno concordato di distinguere le seguenti sottospecie:
- O. n. nivicola Eschscholtz, 1829, la pecora delle nevi della Kamchatka: diffusa nella penisola omonima, è caratterizzata da manto di colore bruno-grigiastro o brizzolato, macchia bianca sul posteriore di piccole dimensioni, muso bianco, ma banda facciale marrone quasi scomparsa, corna di grandi dimensioni;
- O. n. borealis Severtzov, 1872, la pecora delle nevi dei Putorana (nota anche come pecora delle nevi di Norilsk o di Syverma): diffusa nella Siberia centro-settentrionale, sui monti Putorana, a sud della penisola di Taymyr, è caratterizzata da manto invernale di colore bruno-grigiastro scuro, ventre bianco e macchia bianca sul posteriore di grandi dimensioni;
- O. n. alleni Matschie, 1907, la pecora delle nevi di Okhotsk e del Kolyma: diffusa nella Siberia orientale, sui monti Yablonovy e Stanovoy, fino al distretto di Verkhoyansk a nord, è la sottospecie di maggiori dimensioni, caratterizzata da manto estivo di colore grigio-giallastro chiaro e manto invernale bruno-grigiastro brizzolato e da un'ampia area bianca sulla fronte;
- O. n. lydekkeri Kowarzik, 1913, la pecora delle nevi della Jakuzia: diffusa nella Siberia nord-orientale, nella fascia di territorio compresa tra la Lena a ovest e i monti Stanovoy a est e il distretto di Verkhoyansk a sud, è molto simile nell'aspetto a O. n. alleni, ma presenta dimensioni inferiori e meno bianco sulla fronte; è di gran lunga la sottospecie più numerosa;
- O. n. koriakorum Chernyavskii, 1962, la pecora delle nevi dei Coriacchi e della Chukotka: diffusa nella penisola dei Chukchi e nel Circondario dei Coriacchi, è una variante nana di O. n. nivicola, con muso bianco e macchia bianca sul posteriore non così pronunciati.

## Conservazione
La pecora delle nevi è classificata dalla IUCN come «specie a rischio minimo» (Least Concern). La popolazione viene stimata in 57.700 esemplari, dei quali ben 40.000 presenti nella sola Jacuzia.